# Voo Helios Airways 522
No dia 14 de agosto de 2005, um Boeing 737-300 da companhia cipriota Helios Airways sobrevoava a cidade de Atenas em círculos. Para ver o que se passava foram enviados dois F-16 gregos. Os dois caças viram uma pessoa no cockpit mas o avião acabou por bater numa montanha a nordeste de Atenas. Todos os 121 passageiros e tripulantes morreram. A causa foi o avião não ter sido pressurizado e, ainda no ar, 120 dos 121 passageiros e tripulantes ficaram inconscientes devido à falta de ar (hipóxia). A autópsia nos corpos comprovou que a causa da morte foi o impacto da queda e não a despressurização. Andreas Prodromou, comissário de bordo,  foi o único a manter-se consciente e ainda tentou salvar o Boeing. Acredita-se que se tenha mantido vivo por mais tempo por ter utilizado cilindros extras de oxigénio à disposição no avião.
O avião sobrevoava Atenas, esperando disponibilidade na pista de pouso. Com a falta da pressurização e consequente inconsciência dos tripulantes, o piloto automático assumiu o controlo do Boeing 737-300. Foi uma falha humana que causou a despressurização do avião. Os engenheiros de manutenção, quando de uma inspeção no solo, deixaram o sistema de pressurização (botão) na posição "manual", onde o correto seria "automático". Isso levou o avião a despressurizar rapidamente à medida que atingia elevada altitude, e, em cerca de 3 000 metros, a tripulação e a maioria dos passageiros já estavam em anoxia total (coma profundo devido à falta de oxigénio). Apenas Andreas, por utilizar máscaras extras pelo corredor do avião e os cilindros de emergência do avião, conseguiu chegar ao cockpit do jato e tentou assumir o controlo do Boeing 737, em vão. O mesmo tinha acabado de receber a sua licença de pilotagem e era o seu sonho ser piloto da Helios Airways.
Por falta de combustível, o voo 522 bateu nas montanhas gregas, depois de quase três horas de voo.

Mapa do voo Helios 522, com indicação do local da queda